# Zooma
| Recensione | Giudizio |
| ---------- | -------- |
| AllMusic   |          |

Zooma è un album studio del musicista britannico John Paul Jones, pubblicato nel 1999.

## Tracce
1. Zooma – 5:52
2. Grind – 5:20
3. The Smile of Your Shadow – 5:50
4. Goose – 4:58
5. Bass 'N' Drums – 2:32
6. B. Fingers – 5:26
7. Snake Eyes – 7:32
8. Nosumi Blues – 5:48
9. Tidal – 6:50